# Мозиз Лејк (Вашингтон)
Мозиз Лејк (енгл. Moses Lake) град је у америчкој савезној држави Вашингтон. По попису становништва из 2010. у њему је живело 20.366 становника.

## Демографија
Према попису становништва из 2010. у граду је живело 20.366 становника, што је 5.413 (36,2%) становника више него 2000. године.
| Група             | 2000.          | 2010.          |
| Белци             | 10.314 (69,0%) | 13.063 (64,1%) |
| Афроамериканци    | 253 (1,7%)     | 334 (1,6%)     |
| Азијати           | 214 (1,4%)     | 298 (1,5%)     |
| Хиспаноамериканци | 3.800 (25,4%)  | 6.123 (30,1%)  |
| Укупно            | 14.953         | 20.366         |